# Sarakinádhon
Sarakinádhon (Sarakinado) är en ort i Grekland.   Den ligger i prefekturen Nomós Zakýnthou och regionen Joniska öarna, i den sydvästra delen av landet, 250 km väster om huvudstaden Aten. Sarakinádhon ligger 31 meter över havet och antalet invånare är 619. Den ligger på ön Zakynthos.
Terrängen runt Sarakinádhon är platt åt nordost, men åt sydväst är den kuperad. Havet är nära Sarakinádhon åt nordost.Runt Sarakinádhon är det ganska tätbefolkat, med 78 invånare per kvadratkilometer. Närmaste större samhälle är Zákynthos, 4,3 km öster om Sarakinádhon. Trakten runt Sarakinádhon består till största delen av jordbruksmark.